# وست وورلد (مسلسل)
وست وورلد (بالإنجليزية: Westworld)‏ هو مسلسل خيال علمي وإثارة تلفزيوني من تطوير جوناثان نولان وليزا جوي لقناة HBO، المسلسل مبني على فيلم بنفس العنوان صدر عام 1973 من كتابة وإخراج الروائي الأمريكي مايكل كرايتون. نولان وليزا وجاي جاي أبرامز وبريان بيرك هم المنتجون التنفيذيون، عرض الموسم الأول بين 2 أكتوبر و4 ديسمبر 2016 ومكون من 10 حلقات، ثم جدد إلى موسم ثاني عرض بين 22 أبريل و24 يونيو 2018. الموسم الثالث منه بدأ عرضه في 15 مارس 2020
وتم عرض الموسم الرابع في 26 يونيو وأنتهى في 14 أغسطس والذي يُعتبر الموسم الاخير بناءًا على قرار شبكة HBO بالغاء المسلسل بسبب قلة المشاهدات.
تقع أحداث المسلسل في «وست وورلد»، وهو منتزه خيالي متقدم تقنيًا تعيش فيه روبوتات اصطناعية شبيهة جدا بالبشر، وتدعى «المضيفون»، والغرض من وجودها تلبية رغبات الزوار الأثرياء الذين يطلق عليها اسم «الوافدون الجدد». يستطيع الوافدون الجدد فعل ما يريدون داخل المنتزه دون الخوف من انتقام المضيفين.
تلقى المسلسل مراجعات إيجابية من أغلب النقاد الذين مدحو التصوير والتمثيل والقصة.

## طاقم التمثيل والشخصيات

### الشخصيات الرئيسية
- إيفان رايتشل وود بدور دولوريس أبيرناثي، فتاة غربية تكتشف بأن حياتها كلها كذبة مبنية بإتقان.
- ثاندي نيوتن بدور مايف ميلاي، سيدة ذكية وخبيرة بعالم ويست وورلد.
- جيفري رايت بدور برنارد لو، رئيس قسم البرمجة في ويست وورلد ومبتكر السكان الاصطناعيين.
- جيمس مارسدن بدور تيدي فلود، الوافد الجديد والباحث عن المتعة المحلية.
- بن بارنز بدور لوغان، ضيف محنك لكن سيئ السمعة دائمًا ما يبحث عن المتعة في ويست وورلد. وهو صديق ويليام.
- إنغريد بولسو بيردال بدور آرمستس، قاطعة طرق محنكة وقاسية.
- كليفتون كولينز بدور لورنس، مُضيف ذو شخصية لطيفة ولكنه أيضًا مجرم مطلوب للعدالة.
- لوك هيمسوورث بدور آشلي ستبس، رئيس قسم الأمن وهو الموظف المسؤول عن مراقبة التفاعل بين البشر والمضيفون والحرص على سلامة الضيوف.
- سيدس بابت كنودسن بدور تيريزا كولين، قائدة العمليات الوجيزة والمسؤولة عن الحفاظ على المنتزه ومنعه من التحول إلى فوضى عارمة.
- سيمون كوارترمان بدور لي سايزمور، مدير السرد القصصي في وست وورلد.
- رودريغو سانتورو بدور هارلين بل، رجل مطلوب ولكنه عازم على البقاء على النجاة مهما كلف الأمر.
- أنجيلا صرافيان بدور كليمنتين بينيفيزر، إحدى المخلوقات الاصطناعية وأشهر عامل جذب في ويست وورلد.
- جيمي سيمبسون بدور ويليام، وافد جديد متردد ينضم إلى صديقه لوغان. في البداية يرفض هذا الإقبال الفاسق على المدينة، لكن يبدأ لاحقًا باكتشاف المعنى الحقيقي منها.
- شانون وودورد بدور إلسي هيوز، موظفة صاعدة في قسم البرمجة ومهمتها فهم وعلاج السلوكيات الشاذة للمخلوقات الصناعية في المنتزه.
- إد هاريس بدور الرجل ذو البذلة السوداء، ضيف الغامض.
- أنتوني هوبكنز بدور الدكتور روبرت فورد، المدير الإبداعي في ويست وورلد.

## الإنتاج

### التصوير
بدء تصوير الحلقة الأولى في سبتمبر، 2014 في لوس أنجلوس، كاليفورنيا.

### الموسيقى
الموسيقى التصويرية للمسلسل من تأليف رامين جوادي، المعروف بعمله على مسلسلَي صراع العروش وبريزون بريك، والذي تعاون أيضًا مع نولان في مسلسل بيرسون أوف إنترست.

## قائمة الحلقات

### الموسم 1: المتاهة
| رقم الحلقة | العنوان                                              | إخراج           | كتابة                      | تاريخ البث الأصلي | عدد المشاهدين (بالمليون) |
| ---------- | ---------------------------------------------------- | --------------- | -------------------------- | ----------------- | ------------------------ |
| 1          | «The Original (الأصلي)»                              | جوناثان نولان   | جوناثان نولان وليزا جوي    | 2 أكتوبر، 2016    | 1.96                     |
| 2          | «Chestnut (كستناء)»                                  | ريتشارد لويس    | جوناثان نولان وليزا جوي    | 9 أكتوبر، 2016    | 1.50                     |
| 3          | «The Stray (الشارد)»                                 | نيل مارشال      | ليزا جوي ودانييل تومسن     | 16 أكتوبر، 2016   | 2.10                     |
| 4          | «Dissonance Theory (نظرية التنافر)»                  | فينسينزو ناتالي | إد برابوكر وجوناثان نولان  | 23 أكتوبر، 2016   | 1.70                     |
| 5          | «Contrapasso (الثأر)»                                | جوني كامبيل     | ليزا جوي ودومينيك ميتشل    | 30 أكتوبر، 2016   | 1.49                     |
| 6          | «The Adversary (الخَصم)»                              | فريد توي        | هالي جروس وجوناثان نولان   | 6 نوفمبر، 2016    | 1.64                     |
| 7          | «Trompe L'Oeil (ترمبلوي)»                            | فريد توي        | هالي جروس وجوناثان نولان   | 13 نوفمبر، 2016   | 1.75                     |
| 8          | «Trace Decay (اضمحلال الأثر)»                        | ستيفن ويليامز   | ليزا جوي وتشارلز يو        | 20 نوفمبر، 2016   | 1.78                     |
| 9          | «The Well-Tempered Clavier (لوحة المفاتيح المضبوطة)» | ميشيل ماكلارين  | دان ديتز وكاثرين لينغنفلتر | 27 نوفمبر، 2016   | 2.09                     |
| 10         | «The Bicameral Mind (العقل الثنائي)»                 | جوناثان نولان   | جوناثان نولان وليزا جوي    | 4 ديسمبر، 2016    | 2.24                     |

### الموسم الثاني: الباب
| رقم الحلقة | العنوان                                  | إخراج               | كتابة                         | تاريخ البث الأصلي | عدد المشاهدين (بالمليون) |
| ---------- | ---------------------------------------- | ------------------- | ----------------------------- | ----------------- | ------------------------ |
| 1          | «Journey into Night (رحلة في الليل)»     | ريتشارد ج. لويس     | ليزا جوي وروبرتو باتينو       | 22 أبريل 2018     | 2.06                     |
| 2          | «Reunion (لم شمل)»                       | فينتشنزو ناتالي     | كارلي راي وجوناثان نولان      | 29 أبريل 2018     | 1.85                     |
| 3          | «Virtù e Fortuna (الفضيلة والثروة)»      | ريتشارد ج. لويس     | روبرتو باتينو ورون فيتزجيرالد | 6 مايو 2018       | 1.63                     |
| 4          | «The Riddle of the Sphinx (لغز السفنكس)» | ليزا جوي            | جينا أتواتر وجوناثان نولان    | 13 مايو 2018      | 1.59                     |
| 5          | «Akane no Mai (رقصة أكاني)»              | كريج زوبيل          | دان ديتز                      | 20 مايو 2018      | 1.55                     |
| 6          | «Phase Space (مساحة المرحلة)»            | طارق صالح           | كارلي راي                     | 27 مايو 2018      | 1.11                     |
| 7          | «Les Écorchés (البشرة)»                  | نيكول كاسيل         | جوردن جولدبرج ورون فيتزجيرالد | 3 يونيو 2018      | 1.39                     |
| 8          | «Kiksuya (تذكر)»                         | Uta Briesewitz      | كارلي راي ودان ديتز           | 10 يونيو 2018     | 1.44                     |
| 9          | «Vanishing Point (نقطة التلاشي)»         | ستيفن وليامز        | روبرتو باتينو                 | 17 يونيو 2018     | 1.56                     |
| 10         | «The Passenger (المسافر)»                | فريدريك إي. أو. توي | جوناثان نولان وليزا جوي       | 24 يونيو 2018     | 1.56                     |

### الموسم الثالث: العالم الجديد
| رقم الحلقة | العنوان                              | إخراج           | كتابة                    | تاريخ البث الأصلي | عدد المشاهدين (بالمليون) |
| ---------- | ------------------------------------ | --------------- | ------------------------ | ----------------- | ------------------------ |
| 1          | «Parce Domine (بارس دوميني)»         | جوناثان نولان   | ليزا جوي وجوناثان نولان  | 15 مارس 2020      | 0.90                     |
| 2          | «The Winter Line (خط الثلج)»         | ريتشارد ج. لويس | ماثيو بيتس وليزا جوي     | 22 مارس 2020      | 0.78                     |
| 3          | «The Absence of Field (غياب المجال)» | أماندا مارساليس | دينيس ثي                 | 29 مارس 2020      | 0.80                     |
| 4          | «The Mother of Exiles (أم المنفى)»   | باول كاميرون    | جوردن غلودبيرغ وليزا جوي | 5 أبريل 2020      | 0.78                     |
| 5          | «Genre (نوع)»                        | آنا فورستر      | كاري كروس وجوناثان نولان | 12 أبريل 2020     | 0.77                     |
| 6          | «Decoherence (إزالة الترابط)»        | جنيفر جيتزينجر  | سوزان وروبل وليزا جوي    | 19 أبريل 2020     | 0.77                     |
| 7          | «Passed Pawn (بيدق متجاوز)»          | هيلين شافر      | جينا أتواتر              | 26 أبريل 2020     | TBD                      |
| 8          | «Crisis Theory (نظرية الأزمة)»       | جنيفر جيتزينجر  | دينيس ثي وجوناثان نولان  | 3 مايو 2020       | TBD                      |

## الاستقبال النقدي
لاقى المسلسل مراجعاتٍ إيجابية بشكل عام، وحظيت المؤثرات البصرية والقصة وموضوعاتها بإشادة خاصة أيضًا. على موقع الطماطم الفاسدة حصل المسلسل على نسبة 91% بناءً على 66 مراجعة نقدية وبمتوسط تقييم 8 من 10، حيث كان الإجماع النقدي للموقع: «بمستوى جودةٍ مُبهر يُكرم مصدر القصة الأصلي، مسلسل Westworld الرائع يوازن ما بين الدراما الذكية الآسرة والجنون التام». على موقع ميتاكريتيك على متوسط 100/74 بناءً على 43 مراجعة نقدية، مشيرا إلى «مراجعات إيجابية عموما».

## وصلات خارجية
- الموقع الرسمي
- وست وورلد على موقع IMDb (الإنجليزية)
- وست وورلد على موقع ميتاكريتيك (الإنجليزية)
- وست وورلد على موقع روتن توميتوز (الإنجليزية)
- وست وورلد على موقع كينوبويسك (الروسية)
- وست وورلد على موقع ألو سيني (الفرنسية)
- وست وورلد على موقع قاعدة بيانات الفيلم (الإنجليزية)